# غدة ميبوميوس
غُدّة الجَفْن أو غُدَّةُ مَيبُومْيوس مِنْ الغُدَدٌ الدهنية المحوّرة المُتَفَرّعةِ المُخْتَلِفةِ الواقعة في الجفنِ، وتعمل افرازاتاتها على مْنع الجفونَ مِنْ الالتصاق ببعضها.